# Dionysosheiligtümer von Pergamon

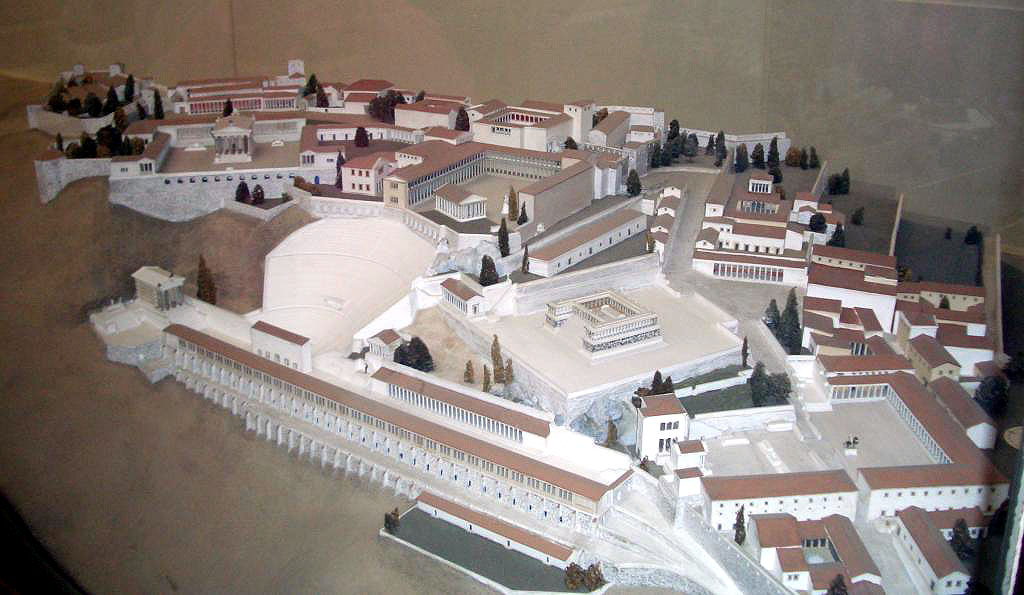
Der Tempel des Dionysos ist das untere Gebäude links am Ende der langen Theaterterrasse. Das Attaleion liegt direkt rechts neben dem Theater ebenfalls an der Theaterterrasse

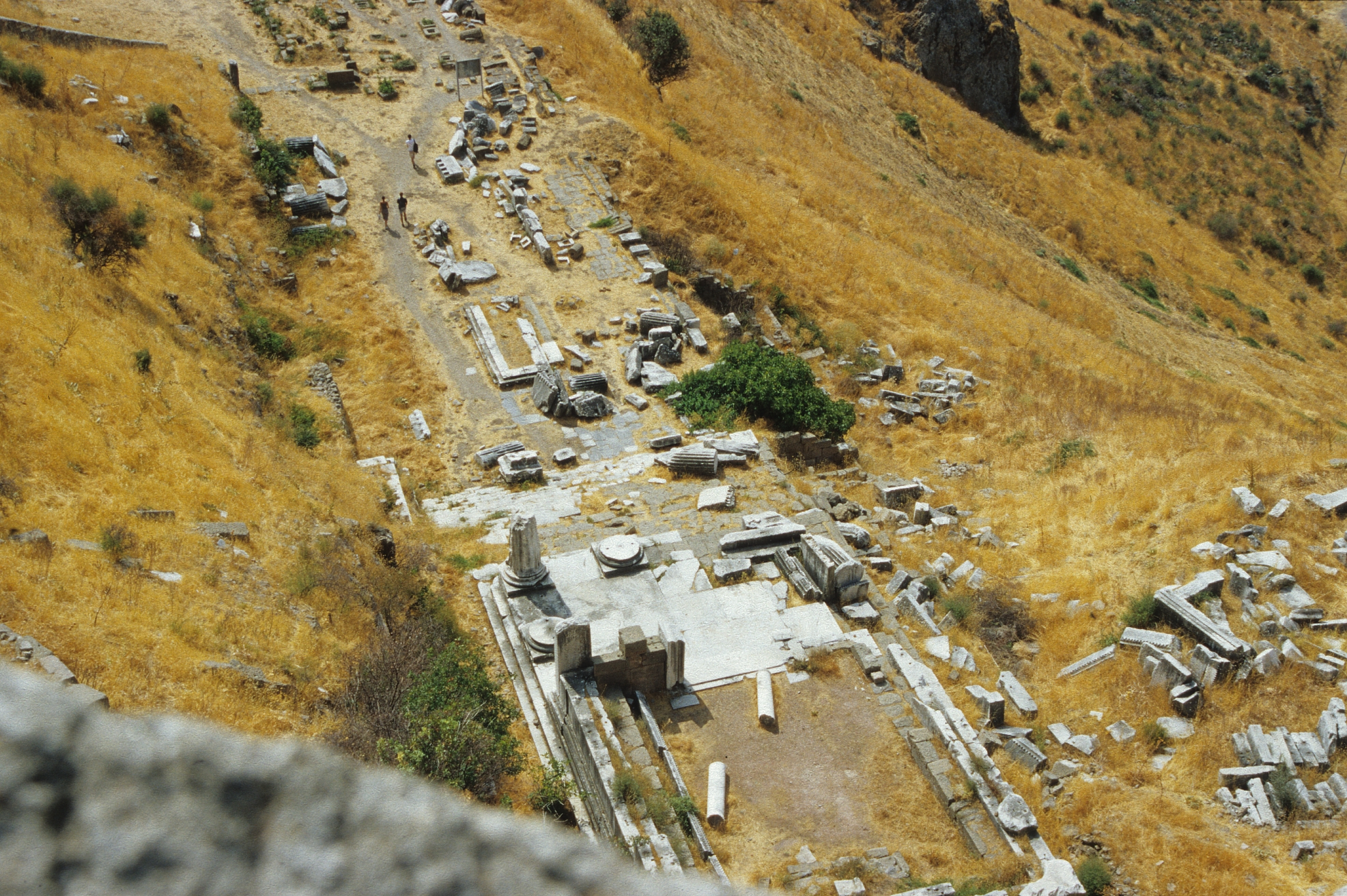
Dionysostempel am Nordende der Theaterterrasse

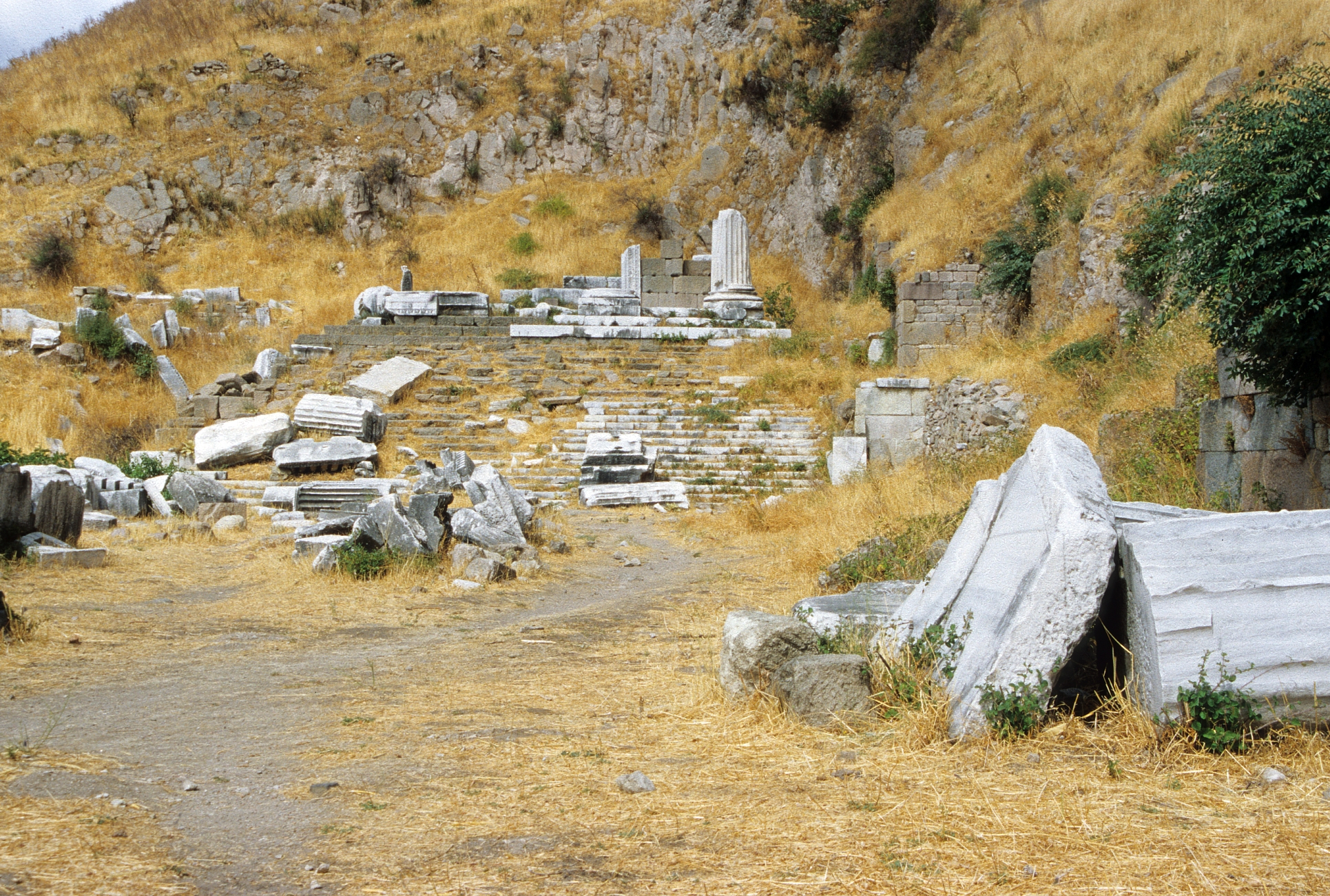
Dionysostempel von der Theaterterrasse aus

Bei den Dionysosheiligtümern von Pergamon handelt es sich um wenigstens zwei Bauten hellenistischer Zeit in Pergamon, die dem Kult des griechischen Gottes Dionysos gewidmet waren. Sie wurden Ende des 19. Jahrhunderts von deutschen Archäologen bei der Ausgrabung der Theaterterrasse freigelegt. Seitdem hat es mehrere Grabungen gegeben, die die Kenntnisse der Heiligtümer und des Dionysoskultes in Pergamon vertieft haben.

## Der Dionysoskult in Pergamon

### Ursprung des Kultes
Die Anfänge des Dionysoskultes in Pergamon sind nicht greifbar. Möglicherweise wurde der Gott, der in Pergamon den Beinamen Kathegemon, der „Anführer“, trug, bereits unter dem pergamenischen König Attalos I. (241 – 197 v. Chr.) zum obersten Gott des Königshauses aufgebaut. Die enge Verbindung zwischen Dionysoskult und Königshaus zeigte sich daran, dass der König von einem Dionysospriester, der ein Mann aus der nächsten Verwandtschaft des Königs sein musste, und nicht vom Demos bestimmt wurde. Der Priester brachte gemeinsam mit dem König die Opfer dar. Aufgrund dieser und weiterer Eigenheiten, die im Zusammenhang mit dem Dionysoskult von Pergamon inschriftlich überliefert sind, lässt sich schließen, dass die Bindung zwischen der Königsfamilie und Dionysos Kathegemon besonders eng gewesen sein muss. Eine genealogische Verbindung mit dem Gott sahen die Attaliden aber nicht und auch in ihrem Herrscherkult spielte er keine übergeordnete Rolle, wenngleich die dionysischen Techniten Pergamons den Attalidenkult pflegten. Außer Frage steht aber, dass Dionysos im Mythos um den legendären Gründer Pergamons, Telephos, eine gewisse Rolle spielte. Neben der wichtigen Stellung, die er als Haus- und Familiengott der pergamenischen Könige einnahm, war er aber vor allem ein Gott des Theaters und der unterhaltenden Künste, der Gott der musisch-heiteren Lebenskultur.

### Die Attalisten
Die Attalisten waren eine Künstlergilde, die als Dionysische Techniten ihren Sitz ursprünglich in der Stadt Teos hatten. Dort gab es ebenfalls ein großes Dionysos-Heiligtum. Diese Techniten kamen in den Herrschaftsbereich Pergamons, nachdem Eumenes II. nach dem Frieden von Apameia im Jahr 188 v. Chr. auch jenes Gebiet an der Westküste Kleinasiens zugesprochen bekam, in dem sich die Stadt Teos befand. In Pergamon gründete einer der Techniten namens Kraton einen Zweig dieser Vereinigung, der zunächst den Namen Eumenisten, später den Namen Attalisten (Attalai) erhielt. Die Attalisten waren wohl Hofschauspieler und Musiker, ihre Hauptaufgabe aber war die Durchführung des Herrscherkults. Inschriften, die über ihre Aufgaben genauere Auskunft geben, wurden zwar in Teos gefunden, doch nimmt man an, dass sie sich inhaltlich auf Pergamon beziehen. Wahrscheinlich handelt es sich bei den Inschriften in Teos um Zweitschriften von Verordnungen, Beschlüssen und ähnlichem, deren nicht erhaltene Originale in Pergamon aufgestellt waren. Ein Nischenbau neben dem Theater von Pergamon, das sogenannte Attaleion, diente den Attalisten vielleicht als Vereinshaus zur Ausübung ihres Kultes, allerdings wird diese Deutung auch bestritten.

## Heiligtümer

### Der Tempel des Dionysos
Ursprünglich hatten die Ausgräber einen am oberen Stadtmarkt der Burganlage befindlichen Tempel für den Dionysostempel gehalten. Erst gegen Ende des 19. Jahrhunderts erkannte man in den Tempelresten am nördlichen Ende der Theater-Terrasse den Kultbau des Dionysos. Er wurde vermutlich im 2. Jahrhundert v. Chr. unter Eumenes II. errichtet. Der Tempel erhob sich über einer Freitreppe von 25 Stufen und lag 4,5 m über dem Niveau der Theaterterrasse. Er bestand aus Marmor und maß im Grundriss 21 × 12 m. Er war als ionischer Prostylos mit vier Frontsäulen  und zwei Säulen tiefer Vorhalle konzipiert. Unter Ausnutzung des Geländes wurde er als in eine Felsnische hineingeschobener Podiumstempel errichtet. Auf der Theaterterrasse lag vor dem Tempel der Altar. Von dem ursprünglichen Tempel aus hellenistischer Zeit sind nur wenige Reste erhalten. Brandspuren an den Marmorquadern der Cellainnenwände lassen darauf schließen, dass das Gebäude zu großen Teilen durch Feuer zerstört wurde. In der römischen Kaiserzeit – wahrscheinlich unter Kaiser Caracalla (198–217), vielleicht bereits unter Hadrian (117–138) – wurde der Tempel auf dem alten Grundriss und unter teilweiser Wiederverwendung der noch erhaltenen Bauteile erneuert. Dass der römische Wiederaufbau des Tempels weit weniger als bislang angenommen am hellenistischen Bau orientiert war, hat in jüngerer Zeit Ernst-Ludwig Schwandner nachgewiesen.

### Das Attaleion
Ein wegen seiner Lage unmittelbar südlich des Theaters sogenannter Nischenbau kann aufgrund von Inschriften möglicherweise als das Attaleion, das Vereinshaus der Attalisten, gedeutet werden, auch wenn diese Deutung umstritten ist. Das Gebäude ist eine dreistufige Terrassenanlage. Es war von der Theaterterrasse aus über eine Treppe zu betreten, die in den 9,5 m breiten und 7,5 m tiefen Saal führte. Die mittlere Stufe des Gebäudes war möglicherweise eine Art Wandelhalle, von der eine Eingangstreppe in den ca. 1,5 m höher gelegenen Hauptsaal führte, der eine Breite von 10,32 m und eine Tiefe von 8,74 m hatte. Hinter dem Hauptsaal, der wahrscheinlich ein mit Klinen und Abflussrinnen für die Weinspenden ausgestatteter Bankettsaal war, befand sich eine viereckige, nach hinten sich verjüngende Nische. Vielleicht wurde in dem Raum Dionysos gemeinsam mit dem regierenden Herrscher verehrt, worauf der Hauptzweck des Vereins der Attalisten – die Ausübung des Herrscherkults – schließen lässt. Unmittelbar südlich neben der Nische befand sich eine Tür, die in einen Nebenraum führte. Die Rückwand des Raumes bildete der blanke Fels. Es wird angenommen, dass es sich bei diesem Raum um einen untergeordneten Raum, etwa ein Gerätedepot, gehandelt haben könnte. Eine Nutzung des Raumes im Zusammenhang mit den Dionysos-Mysterien wird ebenfalls für möglich gehalten. Über das äußere Erscheinungsbild des Attaleions, etwa darüber, ob alle Räume unter einem Dach lagen, lässt sich anhand der vorhandenen Reste keine Klarheit gewinnen.